# هرناندو پول
هرناندو پول (به انگلیسی: Hernando Money) سناتور سابق عضو حزب دموکرات ایالات متحده آمریکا بود. وی در سال ۱۸۹۷ تا ۱۹۱۱ میلادی سناتور ایالت میسیسیپی در سنای ایالات متحده آمریکا بود.